# Protonucula
Protonucula is een monotypisch geslacht van tweekleppigen uit de  familie van de Malletiidae.

## Soort
- Protonucula verconis Cotton, 1930